# Кудряшов, Евгений Владимирович
Евгений Владимирович Кудряшов (4 декабря 1907 — 16 ноября 1988) — советский геолог, лауреат Ленинской премии (1960).

## Биография
Окончил Московский нефтяной институт (1935).
Трудовая деятельность:
- 1935—1936 научный сотрудник Института горючих ископаемых (ИГИ),
- 1936—1941 геолог экспедиции по исследованиям грязевых вулканов на Апшеронском полуострове, по совместительству — ассистент кафедры геологии нефтяных месторождений МНИ;
- 1941—1965 начальник геологической партии, управляющий трестом «Ферганозокерит»; директор Узбекского филиала Всесоюзного научно-исследовательского института природного газа (ВНИИПГ), директор треста «Средазнефтеразведка» и одновременно заведующий лабораторией.

## Сочинения
- Литология, тектоника и нефтегазоносность неогеновых отложений северо-восточного борта Ферганской депрессии / В. А. Бабадаглы, X.А. Равикович, Е. В. Кудряшов, Э. И. Атауллин. Л., Недра, 1964.

## Награды и звания
- Ленинская премия (1960) — за участие в открытии газового месторождения Газли в Западном Узбекистане;
- Три ордена;
- Две медали;
- Почётные грамоты Президиума Верховного Совета Узбекской ССР.